# Farsetia jacquemontii
Farsetia jacquemontii är en korsblommig växtart som beskrevs av Joseph Dalton Hooker och Thomas Thomson. Farsetia jacquemontii ingår i släktet Farsetia och familjen korsblommiga växter. Inga underarter finns listade i Catalogue of Life.